# 杣工
杣工（そまたくみ/そまく）とは、古代から中世にかけて杣（そま）において伐採や製材に従事した者。杣人（そまびと）・杣夫（そまふ）とも。近世から近代にかけては、林業従事者一般を指して単に「杣」と称するようになった。

## 概説
都の建設や寺院の造営が盛んになると、大量の木材を確保することを目的に畿内やその周辺の山林が官司や貴族、寺社によって杣に指定され、多くの杣工・杣人が杣司の指揮の下で杣取作業に従事していた。また、杣工には本工と新工の階層別の区別があった。杣工は作業中は施業主から食物を支給されたが、それ以外の時期における食物を確保するために杣の周辺において焼畑による粟などの栽培をはじめとする各種農業も行い、また柴や薪の販売、炭焼きや狩猟などを合わせて行うことで、そのまま定住生活を送る者もいた。それに着目した杣の所有者は杣工のための農地確保を理由として杣の周辺を寺領として編入して荘園としていった。東大寺の杣であった伊賀国板蠅杣が周辺の農地を編入して黒田荘に発展していったのはその典型であった。また、天皇に奉仕した八瀬童子も元は杣工として柴木や栗柿などの献上を行っていた人々であった。また、杣工は仲間内で「山口祭」などの独自の祭祀を行うなど、平地の人々から見れば特異な生活を行う「山人」であり、畏怖の対象ともなった。
近世に入り、社会が安定してくると木材の需要が増大し、伐採・製材が行われる地域も大幅に拡大、それまではほとんど立ち入られなかった中部山地のような山奥にまで林業従事者が進出していった。この頃から、杣工などを単に「杣」と称するようになり、それが林業従事者全体に広がっていった。それとともにかつての様に1人の杣工が伐採から製材、搬出までを手掛ける仕組みが困難となり、伐採・製材を行う杣と木材の山出しから筏送りまでの搬出を担当する日用（ひよ）/日傭（ひよう）が分化し、更に製材を専門に行う木挽（こびき）も発生するようになった（地域によっては分化の状況は異なり、未分化のままの地域もあった）。17世紀後半には分化した杣・日用によって「組」と呼ばれる労働組織が形成され、指導者（組頭・庄屋・杣頭）の下に十数名から二十名前後で伐採地近くの杣小屋で共同生活を送りながら作業に従事した。また、飛騨地方のように「杣株」制度を導入して仲間の生活圏を互いに守るように努めたり、山における共同祭祀をともに行ったりする場合もあった。伐採時期は地域によって異なるものの、初夏から初冬、お盆から2月のように、ほぼ半年に限定されていた。また、危険と隣り合わせの作業でもあったため、施業主からは作業期間中の食物は勿論のこと、留守宅にも現金・現米などの給与が送付され、その賃金は一般労働者の倍であったと言われている。また、作業の行われない残りの半年間も杣たちは何もしていなかった訳ではなく、上述のように地域による伐採地域のずれを利用して出稼ぎを行ったり、廃材処理や薪仕出し、炭焼きを行って町で販売したり、筏送りなど筏師の仕事に手を出したりする者もいた。
近代に入り、明治後期には森林法が導入され、杣の組織も次第に森林組合へと移行していった。現在ではかつての杣・杣工にあたる人々は森林組合の作業班に属する林業従事者として存在している場合が多い。

## 杣工を扱った作品
- 『山に生きる人々』宮本常一（未來社、河出文庫） - 杣工を民俗学の切り口で解説
- 『脊梁山脈』乙川優三郎（新潮社） - 杣工や木地師が登場する小説
- 『火天の城』 - 山本兼一による小説とそれを原作とした映画